# Laodike (gift med Mithridates II)
Laodike, född okänt år, död efter 245 f.Kr, var en drottning av Pontus. Hon var gift med Mithridates II av Pontus.
Hon var dotter till Antiochus II Theos och Laodice I. Hon gifte sig med Mithridates II under tredje syriska kriget cirka 245. Äktenskapet arrangerades av hennes mor och bror Seleucus II som ett förbund med Pontus, och hon mottog Frygien i hemgift. Giftermålet gjorde att Pontus slutgiltigt accepterades som hellenistiskt kungarike bland andra och en regional maktspelare. 
Laodike ska ha influerat sin make att stödja hennes bror Antiochus Hierax i hans strävan att samregera med sin äldre bror.